# Crònica
|  | Per a altres significats, vegeu «Crònica (diari)». |

La crònica és una informació interpretada sobre fets actuals on es narra un esdeveniment passat, que es relaciona amb un d'actual. Les característiques de la crònica són molt semblants a les del reportatge periodístic, malgrat que a la crònica, l'autor o el periodista es presenta al text i manifesta la seua visió personal. El seu estil, per tant, es nota més que a altres gèneres periodístics on no tenen cabuda les valoracions, com ara la notícia.

## Tipus de cròniques
Hi ha diferents tipus de crònica. Pel que fa a la temàtica podem trobar les cròniques de societat, espectacles, política, etc. Quant al subjecte, aquest pot estar implícit o explícit, fent un ús lliure del llenguatge i del seu estil personal. Les classificacions de les cròniques són diverses i ben variades.

## Antecedents històrics
Les primeres cròniques daten del segle xii, tot i que no són encara periodístiques. Aquestes cròniques tractaven relats històrics sobre les vides dels reis; naixements i morts de famílies amb cert renom... Aquestes primeres cròniques suposen l'embrió de la historiografia.
Durant l'edat mitjana i el Renaixement, la crònica era l'eina més utilitzada per difondre els esdeveniments de l'època.
D'entre les més conegudes en la nostra llengua, destaquen les anomenades quatre grans Cròniques:
- La Crònica de Jaume I o Llibre dels fets.
- La Crònica de Bernat Desclot o Llibre del rei en Pere.
- La Crònica de Ramon Muntaner.
- La Crònica de Pere el Cerimoniós.

Amb el desenvolupament de la premsa escrita, la crònica va adaptar-se al món periodístic, i va esdevindre un gènere amb entitat pròpia i amb un major protagonisme en la premsa diària del segle xx.

## Crònica i literatura
La crònica està molt lligada a la literatura. No debades, els grans cronistes del segle han combinat la tasca periodística amb la literària. En llengua castellana, trobem el cas de Gabriel García Márquez, un dels cronistes millor valorats de tot el món. En la nostra llengua, Vicent Andrés Estellés va conrear també aquest gènere, i va erigir-se com un dels poetes i periodistes més reconeguts. Altres cronistes catalans van ser Joan Fuster i Josep Pla.